# Liu Cuiqing
Pour les articles homonymes, voir Liu.
Liu Cuiqing, née le 28 octobre 1991 à Nanning, est une athlète handisport chinoise, qui concoure dans les catégories T11/F11.

## Biographie
Elle fait ses débuts en 2014 lors des Jeux para-asiatiques à Incheon où elle remporte l'or sur le 100 m, le 200 m et le 400 m, frôlant le record du monde de cette distance d'une seconde et demi. Elle est aussi médaillée d'or sur le saut en longueur T11/12 et du 4 x 100 m T11-13. L'année suivante, elle rafle trois médailles d'or aux Championnats du monde handisport : le 100 m, le 200 m et le 400 m T11. Aux Grand Prix de Pékin 2015, elle fait partie du relais 4 x 100 m T11-13 qui bat le record du monde de la distance, un record vieux de dix-huit ans en 48 s 49.
Aux Jeux paralympiques d'été de 2016, elle remporte la médaille de bronze su 100 m derrière la Britannique Libby Clegg et sa compatriote Zhou Guohua, puis l'argent sur le 200 m là aussi remporté par Libby Clegg et finalement l'or sur le 400 m T11 devant la Vénézuélienne Sol Rojas et la Brésilienne Terezinha Guilhermina. Elle est également championne du monde du 400 m T11 en 2016.
Lors du Grand Prix de Pékin le 13 mai 2018, elle bat le record du monde du 400 m T11 en 56 s 00, soit sept centième plus rapide que le précédent record détenu par Terezinha Guilhermina depuis 2007. Quelques mois plus tard, lors des Jeux para-asiatiques, elle rafle l'or sur le 100 m devant sa compatriote Zhou Guohua.

## Palmarès
| Date | Compétition           | Lieu           | Résultat | Épreuve   | Temps   |
| ---- | --------------------- | -------------- | -------- | --------- | ------- |
| 2014 | Jeux para-asiatiques  | Incheon        | 1re      | 100 m     | 12 s 45 |
| 2014 | Jeux para-asiatiques  | Incheon        | 1re      | 200 m     | 25 s 64 |
| 2014 | Jeux para-asiatiques  | Incheon        | 1re      | 400 m     | 57 s 75 |
| 2014 | Jeux para-asiatiques  | Incheon        | 1re      | 4 x 100 m | 49 s 74 |
| 2014 | Jeux para-asiatiques  | Incheon        | 1re      | Longueur  | 4,46 m  |
| 2015 | Championnats du monde | Doha           | 1re      | 100 m     | 12 s 43 |
| 2015 | Championnats du monde | Doha           | 1re      | 200 m     | 24 s 75 |
| 2015 | Championnats du monde | Doha           | 1re      | 400 m     | 56 s 68 |
| 2015 | Championnats du monde | Doha           | 1re      | 4 x 100 m | 48 s 58 |
| 2016 | Jeux paralympiques    | Rio de Janeiro | 1re      | 400 m     | 56 s 71 |
| 2016 | Jeux paralympiques    | Rio de Janeiro | 1re      | 4 x 100 m | 47 s 18 |
| 2016 | Jeux paralympiques    | Rio de Janeiro | 2e       | 200 m     | 24 s 85 |
| 2016 | Jeux paralympiques    | Rio de Janeiro | 3e       | 100 m     | 12 s 07 |
| 2017 | Championnats du monde | Londres        | 1re      | 400 m     | 58 s 51 |
| 2017 | Championnats du monde | Londres        | 2e       | 200 m     | 25 s 65 |
| 2017 | Championnats du monde | Londres        | DSQ      | 100 m     | -       |
| 2018 | Jeux para-asiatiques  | Jakarta        | 1re      | 100 m     | 12 s 07 |
| 2018 | Jeux para-asiatiques  | Jakarta        | 1re      | 200 m     | 24 s 67 |
| 2018 | Jeux para-asiatiques  | Jakarta        | 1re      | 400 m     | 58 s 31 |